# فؤاد عبدالمجید ابوالخیر
فؤاد عبدالمجید ابوالخیر (انگلیسی: Fouad Abdel Meguid El-Kheir; ۱۸ نوامبر ۱۹۲۱ – ۸ ژانویهٔ ۲۰۰۳) بازیکن بسکتبال اهل مصر بود.